# Saxon Sharbino
Saxon Sharbino est une actrice américaine née le 11 juin 1999 à Lewisville, au Texas.

## Biographie
Saxon Sharbino est principalement connue pour son rôle d'Amelia Robbins dans la série télévisée Touch diffusée sur le réseau Fox, et le film d'horreur I Spit on Your Grave.
Elle a joué son premier rôle à l'âge de neuf ans. Saxon est la sœur aînée de Brighton Sharbino et Sawyer Sharbino. Sa famille réside actuellement à Los Angeles, en Californie, tandis que son père vit à Dallas, au Texas.

## Filmographie

### Cinéma
- 2010 : Red, White & Blue (en) : fille de Ed
- 2010 : Earthling : Joy enfant
- 2010 : I Spit on Your Grave : Chastity Storch
- 2010 : Cool Dog : Sharon
- 2011 : Julia X 3D (en) : Julia enfant
- 2013 : Trust Me (en) : Lydia
- 2015 : Poltergeist : Kendra Bowen
- 2016 : Bedeviled : Alice

### Télévision

#### Séries télévisées
- 2008 : Friday Night Lights (saison 3, épisode 5) : Emotional Fan
- 2013 : Touch (13 épisodes) : Amelia Robbins
- 2016-2017 : Love (épisodes 1x03, 1x06, 1x09 & 2x06) : Simone
- 2017 : Freakish (9 épisodes) : Anka Keller
- 2017 : Lucifer (saison 3, épisode 4) : Carly Glantz
- 2017 : American Vandal (saison 1, épisodes 2, 6 & 8) : Sarah Pearson
- 2017 : New York, unité spéciale (saison 19, épisode 2) : Savannah Ross
- 2021 : Burb Patrol (saison 1, épisodes 5, 6 & 9) : Zoe Riley

#### Téléfilms
- 2012 : Rogue : Jane Forsythe
- 2017 : Dans les griffes de mon sauveur (it) (Stalker's Prey) : Laura Wilcox
- 2020 : Escort girl en classe affaires (Secrets in the Air) de Sam Irvin : Lauren